# Second Life
Second Life je virtualni svijet koji je razvio Linden Lab.
S više od 20 milijuna redovitih korisnika i puno više ljudi koji samo povremeno navrate Second Life postao je jedan od najvećih internetskih servisa na svijetu. Ukratko bi ga se moglo opisati kao obični chat koji umjesto sličica ima 3D likove koji hodaju, skaču, prave grimase, vode ljubav, plešu pa čak i lete. No Second Life je zapravo mnogo više, s vremenom SL se razvio u kompleksnu društvenu mrežu koja ima vlastite zakone, moralne vrijednosti i, što je najvažnije, vlastiti ekonomski poredak. Zapravo je, uz socijaliziranje, glavni cilj SL-a stjecanje privatnog vlasništva što naravno uz sebe povlači i bavljenje nekim poslom kako bi se zaradilo što više Linden Dollara (L$). 

## Linden Research, Inc
Vlasnik Second Lifea je Linden Research, Inc poznatiji kao Linden Laboratorij koji je jedini dizajner i upravitelj. SL svoju raširenost može zahvaliti i činjenici da je dostupan širokom broju korisnika zbog relativno skromnih zahtijeva. Dakle, korisnik SL-a može postati bilo koji korisnik računala koje ima širokopojasnu vezu.

## Virtualni svijet
Korisnici se u SL-u prikazuju preko takozvanih avatara koje mogu sami dizajnirati ili pak izabrati iz širokog spektra ponuđenih. Virtualni se život odvija na velikoj površini nalik na Zemlju. Osnova je velika morska površina s mnogo manjih i većih otoka. Korisnicima su dostupna razna prijevozna sredstva i interakcija je moguća s gotovo svime što se nalazi u vidokrugu.

## Korisnički računi
Postoje dva tipa korisničkog računa, prvi je osnovni koji ne zahtjeva novčanu naknadu, dok je drugi „premium“ koji se plaća pri otvaranju i zahtjeva mjesečno nadoplaćivanje.

## Novac i otuđenje
No plaćanje korisničkih računa nije ono zbog čega se proziva Linden Laboratorij, činjenica da se L$ mogu zamijeniti za USD po posebnom tečaju (1 USD- 250 L$) kojeg diktira sam Linden Lab inc. je ono što je za mnoge prijestup preko granice virtualnog druženja. Postoji na desetke slučajeva u kojima su se ljudi doslovce obogatili prodavajući virtualna zemljišta, automobile, filmove ili odjeću. Sociolozi prigovaraju ovoj igri isto kao i ostalim igrama sa sličnim principom npr. World of Warcraft. Njihov je glavni argument otuđenje igrača, njihova pretjerana orijentacija virtualnoj stvarosti i zanemarivanje stvarnog života i ljudi koji ih okružuju.

## Zloupotreba
Iako ga njegovi stvaratelji pokušavaju predstaviti kao savršeno mjesto za ostvarivanje svih snova i želja, Second Life je itekako podložan zloupotrebi, a najozbiljnija je proizvodnja i distribucija dječje pornografije. Gotovo je nemoguće uspješno kontrolirati toliki broj aktivnih korisnika, a i samo sprečavanje je isto tako vrlo teško zbog toga što niti jedan od sigurnosnih protokola SL-a ne može zabraniti seksualnu interakciju između dva ili više avatara bez obzira na njihovu virtualnu starost. 

## Olakšana socijalizacija
Mišljenje je mnogih da je uranjanje u SL ili bilo koju drugu sličnu igru samo nadoknađivanje nedostataka iz stvarnog života. Velik broj znanstvenika ipak smatra da su ovakve mreže dobre zbog toga što omogućavaju ljudima kojima inače ide teže uspostavljanje društvenih kontakata i stvaranje prijatelja da se ipak bar virtualno socijaliziraju. 

## Tužbe
Od nekoliko tužbi koje su pogodile Linden Laboratorij medijski je najeksponiranija bila tužba odvjetnika Marc Bragga koji je tvrdio da je bio oštećen za $8000 u virtualnom zemljištu. Spor je riješen nagodbom čiji detalji nikad nisu procurili u javnost. 

## Budućnost
Second Life je zaista napredovao od samih početaka. Nažalost, danas se Second Life relativno pust i napušten, što se može pripisati iznimnom uspjehu posljednjih nekoliko godina, tako da je s vremenom prestao biti zanimljiv.

## Vanjske poveznice
- Second Life